# Canillo (település)
Canillo egy falu Andorrában, a vele azonos nevű közösség székhelye. Lakónépessége 2011-ben 2025 fő volt. Tengerszint feletti magassága 1968 méter. A falu területén helyezkedik el a román stílusban felépített Sant Joan de Caselles-templom, amelyet a 11-12. század során emeltek, és 2003. július 16. óta Andorra kulturális örökségének (Patrimoni Cultural d’Andorra) a részét képezi mint műemléki védettség alatt álló építmény.
A településen született Xavier Capdevila Romero (1976) világbajnoki nyolcadik helyezett síhegymászó.